# Регион-Авиа
ООО «Авиакомпания «Регион-Авиа» — авиакомпания, базировавшаяся в Москве. Специализировалась на региональных пассажирских перевозках. «Регион-Авиа» осуществляла регулярные рейсы в Центральном федеральном округе, Республике Саха (Якутия), Республике Карелия и Магаданской области.
На своих рейсах авиакомпания предоставляла возможность для полетов самым широким слоям населения. Тарифы начинались от 500 руб.
Авиакомпания зарегистрирована 18 ноября 2005 года.

## Флот

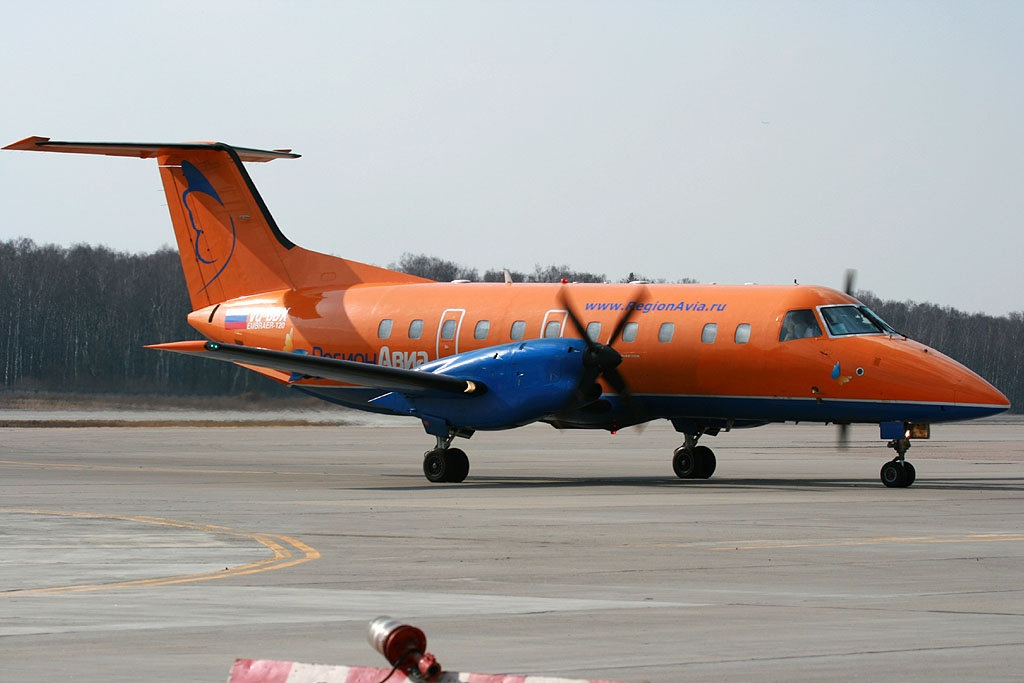
Самолёт Embraer EMB-120ER Brasília авиакомпании Регион-Авиа в аэропорту Домодедово. 6 апреля 2010 года

Авиакомпания эксплуатировала воздушные суда следующих типов:
- Ан-28 - 8 шт.
- Embraer EMB 120 Brasilia - 4 шт.

## Маршрутная сеть
Регулярные пассажирские рейсы
- Из Москвы (Домодедово)
  - Чебоксары
  - Брянск
  - Тамбов (Донское)
  - Курск/Старый Оскол (Восточный)
  - Нижний Новгород (Стригино)
  - Иваново (Южный)
  - Псков (Кресты)
  - Ульяновск (Восточный)

## Прекращение деятельности
Осенью 2010 года маршрутная сеть компании начала сокращаться, а к концу года авиакомпания прекратила выполнение пассажирских авиаперевозок на самолётах Embraer-120 ввиду их убыточности и выполняла рейсы только на Ан-28.
Сертификат эксплуатанта, осуществляющего коммерческие воздушные перевозки № 495 от 16 августа 2006 года аннулирован 19 октября 2011 года на основании акта инспекционной проверки от 11 октября 2011 года (за выявленные факты нарушения сертификационных требований, действующих в гражданской авиации РФ)

## Адрес
121351, РФ, г. Москва, ул. Боженко, д. 9, корпус 2
Генеральный директор Павшинский, Денис Игорьевич
- Код для полётов на внутренних воздушных линиях: РЛ
- АФТН: УУУУРЯЬЬ
- ИНН: 7708560404